# Kelly Kryczka
Kelly Kryczka (Calgary, 8 de julho de 1961) é uma nadadora sincronizada canadiana, medalhista olímpica.

## Carreira
Kelly Kryczka representou seu país nos Jogos Olímpicos de 1984, ganhando a medalha de prata no dueto em 1984, com a parceira Sharon Hambrook.